# Lac de Naut
El lac de Naut és un llac glacial que es troba a la conca occidental del Circ de Saboredo, al vessant nord del Pirineu. La seva altitud és 2.318 metres i la seva superfície és de 1,66 hectàrees. Forma part de la zona perifèrica del Parc Nacional d'Aigüestortes i Estany de Sant Maurici, i pertany al terme municipal d'Naut Aran a la Vall d'Aran.
Desaigua de manera natural al Lac deth Miei.
Per la seva riba esquerra discorre el sender de carros de foc entre el refugi de Saboredo i el refugi d'Amitges.